# César Zabala
César Zabala Fernández (* 3. Juni 1961 in Luque; † 31. Januar 2020 ebenda) war ein paraguayischer Fußballspieler. Er nahm mit der paraguayischen Nationalmannschaft an der Fußball-Weltmeisterschaft 1986 teil.

## Karriere

### Verein
Der Abwehrspieler begann seine Profikarriere 1978 in seiner Heimatstadt bei Sportivo Luqueño. 1985 wechselte er zum Club Cerro Porteño. Mit diesem Verein gewann er 1987 zum ersten Mal die paraguayische Meisterschaft. Im Sommer 1988 schloss er sich für eine Saison dem Club Atlético Talleres in der argentinischen Primera División an.
Mitte 1989 kehrte er für ein halbes Jahr zu Cerro Porteño zurück. Die Spielzeit 1990 verbrachte er bei dem brasilianischen Club Internacional Porto Alegre. Anschließend spielte er ein drittes Mal für Cerro Porteño, wo er 1992 den zweiten Meistertitel gewann. 1993 wechselte er nach Peru zu Deportivo Wanka, wo er am Ende der Saison seine aktive Laufbahn beendete.

### Nationalmannschaft
Zabala gehörte bei der Weltmeisterschaft 1986 in Mexiko dem paraguayischen Aufgebot an und stand in allen vier Spielen seines Landes über die volle Länge auf dem Platz.
Zudem nahm er 1987, 1989 und 1991 an der Copa América teil.
Zwischen 1985 und 1991 bestritt er insgesamt 49 Länderspiele für Paraguay, in denen er drei Tore erzielte.

## Persönliches
Zabala verstarb am 31. Januar 2020 im Alter von 58 Jahren im Regionalkrankenhaus von Luque an Gallenblasenkrebs.

## Erfolge
- Paraguayische Meisterschaft: 1987 und 1992